# Stratiomys griseata
Stratiomys griseata är en tvåvingeart som först beskrevs av Charles Howard Curran 1923.  Stratiomys griseata ingår i släktet Stratiomys och familjen vapenflugor. Inga underarter finns listade i Catalogue of Life.